# Hinjilikatu
Hinjilikatu är en ort i Indien.   Den ligger i distriktet Ganjām och delstaten Odisha, i den östra delen av landet, 1 300 km sydost om huvudstaden New Delhi. Hinjilikatu ligger 49 meter över havet och antalet invånare är 22 779.
Terrängen runt Hinjilikatu är huvudsakligen platt, men åt nordväst är den kuperad. Runt Hinjilikatu är det tätbefolkat, med 735 invånare per kvadratkilometer. Närmaste större samhälle är Brahmapur, 19,5 km söder om Hinjilikatu. Trakten runt Hinjilikatu består till största delen av jordbruksmark.